# Vorstendom Lichtenberg
Het vorstendom Lichtenberg was sinds 1816 een exclave van het hertogdom Saksen-Coburg-Saalfeld en vervolgens vanaf 1826 van het hertogdom Saksen-Coburg en Gotha. Thans behoort het tot Saarland. Sankt Wendel was de hoofdstad van het gebied.
Het vorstendom had een oppervlakte van 537 km² en telde ongeveer 25.000 inwoners (1816).
Na het Congres van Wenen dat volgde na de nederlagen van Napoleon kwam de linker Rijnoever aan Beieren en Pruisen. De hertog van Saksen-Coburg-Saalfeld Ernst I behield daar echter in 1816 een gebied van 8,25 vierkante mijl rondom Sankt Wendel als dank voor zijn diensten als generaal en korpscommandant in de oorlogen tegen Napoleon.
Dit gebied kreeg in 1819 door een hertogelijk decreet de naam "vorstendom Lichtenberg", genoemd naar de Burg Lichtenberg.
In 1832 braken er in Sankt Wendel onlusten uit naar aanleiding van het Hambacher Fest. Die gebeurtenis plus de grote afstand ten opzichte van de rest van het hertogdom deden de hertog besluiten het vorstendom aan Pruisen te verkopen voor een jaarrente van 80.000 taler.